# ويليام فلمنج (سياسي)
ويليام فلمنج (بالإنجليزية: William Fleming)‏ هو محامي وقاضي وسياسي أمريكي، ولد في 6 يوليو 1736 بمقاطعة كومبرلاند في الولايات المتحدة، وتوفي في 15 فبراير 1824 بمقاطعة تشيسترفيلد في الولايات المتحدة.